# روبرت بيرن (عالم رخويات)
روبرت بيرن (بالإنجليزية: Robert Burn)‏ هو عالم رخويات ‏ أسترالي، ولد في 1937.